# Hellmuth Walter Kommanditgesellschaft
Hellmuth Walter Kommanditgesellschaft (HWK), comunemente conosciuta come Walter-Werke, fu un'azienda tedesca, fondata dal professor Hellmuth Walter per sviluppare i motori a perossido d'idrogeno.
Dopo le sperimentazioni su siluri e sottomarini, Walter iniziò a progettare motori a razzo per velivoli e fondò la HWK a Kiel nel 1935.
Durante la seconda guerra mondiale la HWK sviluppò motori per razzi a decollo controllato (RATO), e missili guidati, prima di sviluppare motori propulsivi principali per velivoli intercettori, come il Messerschmitt Me 163 Komet e il Bachem Ba 349 Natter.
L'azienda chiuse nel 1945 e Walter proseguì gli studi negli Stati Uniti.